# چارلز کامرون (معمار)
 چارلز کامرون (انگلیسی: Charles Cameron؛ ۱۷۴۵ – ۱۹ مارس ۱۸۱۲) یک معمار اهل اسکاتلند بود.